# Dios no es bueno
Dios no es bueno (God Is Not Great) es un ensayo publicado en 2007 por el periodista británico Christopher Hitchens, en el que éste realiza una pormenorizada y documentada crítica a la religión.
En el libro, Hitchens sostiene que la religión es «violenta, irracional, intolerante, aliada del racismo y el tribalismo, investida de ignorancia y hostil hacia la libre indagación, despectiva hacia las mujeres y coactiva con los niños».
Los principales argumentos de Hitchens consisten en una combinación de historias personales, anécdotas históricas documentadas y análisis crítico de textos religiosos. Sus comentarios y críticas se centran principalmente en las llamadas religiones abrahámicas, aunque pasa por otras tales como el hinduismo y el budismo, a las que igualmente censura.

## Contenido

### Agradecimientos
Agradece el autor a sus «amigos y aliados tan cuidadosos y cultos» su ayuda en la elaboración de un libro que ha estado escribiendo «durante toda la vida», con especial mención al escritor Ian McEwan.

### Capítulo 1. «Dicho sea suavemente»
El autor, que se declara «ateo protestante», expone su credo y motivos, haciendo repaso general de la historia de la religión, en el que menciona la Biblia (el Libro del Génesis), y también a Marx, Freud, Pascal y otros autores que han tocado el tema de la religión. Toda la obra abunda en sonoros adagios y citas; se seleccionan algunos de este capítulo:

Nosotros, los ateos, no necesitamos ningún sacerdote, ni ninguna jerarquía superior que custodie nuestra doctrina. [...] Para nosotros, ningún lugar de la tierra es o podría ser «más santo» que otro. [...] La religión dijo sus últimas palabras inteligibles, nobles o inspiradoras hace mucho tiempo; a partir de ese momento, se convirtió en un humanismo admirable pero nebuloso.

### Capítulo 2. «La religión mata»
Repasa Hitchens aquí las connotaciones religiosas de muchas guerras antiguas y modernas, centrándose en el conflicto político de Irlanda del Norte, el conflicto palestino, las guerras religiosas en la India de 1947 y 1948, el conflicto yugoslavo a lo largo del siglo XX, la guerra de Irak, las distintas yihad, las Cruzadas, la Inquisición, y asuntos como la fatwa contra el escritor Salman Rushdie o el atentado de las Torres Gemelas. Todo ello constituye un «resumen de la crueldad inspirada en la religión», de la que el propio autor fue testigo en muchos lugares del mundo.

### Capítulo 3. «Breve digresión sobre el cerdo, o por qué el cielo detesta el jamón»
Se reflejan distintas prohibiciones y mandatos de abstinencia relacionados con la dieta y la sexualidad, centrándose especialmente en la prohibición de comer carne de cerdo. En la España renacentista, por ejemplo, se obligaba a consumir distintos productos de charcutería a aquellos que se sospechaba podían ser judíos y que por tanto aborrecían el cerdo: «En las manos de los primeros fanáticos cristianos, hasta el apetecible jamón ibérico podía ser llamado a ejercer como una modalidad de tortura».

### Capítulo 4. «Un comentario sobre la salud, para la cual puede ser peligrosa la religión»
Se hace repaso de hechos y situaciones aberrantes como la oposición a la vacuna de la viruela en pleno siglo XX por parte de un teólogo estadounidense, ya que la consideraba una «injerencia en los planes de Dios», la prohibición del uso del condón en países y continentes asolados por el sida, el «infierno» de la ablación y la circuncisión, la oposición a las transfusiones sanguíneas de los testigos de Jehová, la penosa situación de la mujer en el Islam, etc.

### Capítulo 5. «Las aseveraciones metafísicas de la religión son falsas»
Esta sección se abre con las siguientes citas clásicas: «Soy hombre de un solo libro.» (Tomás de Aquino). «Sacrificamos el intelecto a Dios.» (San Ignacio de Loyola). «La razón es la ramera del Diablo, que no sabe hacer más que calumniar y perjudicar cualquier cosa que Dios diga o haga.» (Martín Lutero) «Contemplando las estrellas, sé muy bien que, por ellas, me puedo ir al infierno.» (W. H. Auden). El sentido del capítulo parece resumirse en este pasaje:

Debemos afirmarlo con rotundidad. La religión proviene de un período de la prehistoria de la humanidad en el que nadie [...] tenía la menor idea de lo que sucedía. Proviene de la vociferante y atemorizada infancia de nuestra especie, y es una tentativa pueril de hacer frente a nuestra ineludible exigencia de conocimiento (así como de comodidad, tranquilidad y demás necesidades). Hoy día, el menos culto de mis hijos sabe mucho más sobre la naturaleza que cualquiera de los fundadores de la religión. [...] Todos los intentos de reconciliar la fe con la ciencia y la razón están llamados a fracasar (p. 80-81).

 Seguidamente se mencionan los casos de Darwin, Laplace, Ockham y otros científicos e intelectuales que han meditado sobre cuestiones metafísicas en controversia con la religión.

### Capítulo 6. «El argumento del diseño»
Se refuta el argumento del diseño inteligente (la existencia de un plan divino benefactor que rige el cosmos) mediante pruebas intelectuales y científicas relacionadas con la evolución, como la ineptitud de ciertos diseños naturales y la constatación de que el diseño inteligente se basa en simples «tautologías pueriles» y peticiones de principio.

### Capítulo 7. «Revelación: la pesadilla del 'Antiguo' Testamento»
Se critican las falacias y esquemas negativos que llenan el Antiguo Testamento, como los que se desprenden del Dios vengativo que lo preside: «[...] las despiadadas enseñanzas del dios de Moisés, que jamás menciona en absoluto la solidaridad ni la compasión entre seres humanos» (p. 117). O «Es absurdo desear prohibir la envidia de las posesiones o riquezas de los demás. [...] Si Dios quisiera realmente que las personas quedaran libres de estos pensamientos, debería haberse preocupado de inventar una especie distinta» (p. 118). El autor acaba criticando la figura de Moisés por frases como ésta, de Números: «Matad, pues, a todos los niños varones. Y a toda mujer que haya conocido varón, que haya dormido con varón, matadla también. Pero dejad con vida para vosotros a todas las muchachas que no hayan dormido con varón».

### Capítulo 8. «El 'Nuevo' Testamento supera la maldad del 'Antiguo'»
Hitchens empieza el capítulo dudando de la veracidad histórica de los Evangelios y de la figura histórica de Jesús, así como de la virginidad de María. Concluye con un repaso de lo que él llama falacias y absurdos históricos y teológicos presentes en el Nuevo Testamento, como las bienaventuranzas,  el perdón de los pecados, los augurios, comparaciones... «Muchas de las palabras y enseñanzas de Jesús son testimonios de testimonios de testimonios, lo cual contribuye a explicar su carácter confuso y contradictorio» (p. 138).

### Capítulo 9. «El Corán se nutre de los mitos judíos y cristianos»
Para Hitchens, «cuando analizamos el islam, no es mucho más que un conjunto de plagios bastante evidente y mal estructurado que se sirve de libros y tradiciones anteriores a medida que la ocasión parece exigírselo» (p. 149). Según el erudito húngaro Ignaz Goldziher, sigue el autor inglés, los hadices no eran «más que versículos de la Torá y de los evangelios, fragmentos de sentencias rabínicas, antiguas máximas persas, pasajes de la filosofía griega, proverbios indios e incluso una reproducción literal, casi palabra por palabra, del Padrenuestro» (p. 153). La recompensa para el «mártir» islámico en el paraíso pasa de tratarse de «vírgenes» a tratarse de meras «uvas pasas blancas», si se traduce correctamente la fuente original del Corán.

### Capítulo 10. «La zafiedad de los milagros y la decadencia del infierno»
Hitchens constata: «Pese al maravilloso impacto que causaban, los milagros han disminuido desde los tiempos de la Antigüedad. [...] ¿Ha desaparecido el arte de la resurrección o es que nos basamos en fuentes dudosas?» (p. 162). Y ante las estatuas de santos que lloran o sangran, «yo seguiría preguntándome por qué una deidad se conformaba con producir un efecto tan mísero». (p. 165). Comenta Hitchens a continuación por extenso el caso de Teresa de Calcuta, en el que él mismo fue invitado a participar como abogado del diablo. Y termina criticando al marxismo que abrazara en su juventud: 

Aquellos de nosotros que habíamos buscado una alternativa racional a la religión habíamos llegado a un destino análogamente dogmático. [...] Hay días en que echo de menos mis antiguas convicciones como si se trataran de un miembro amputado. Pero en términos generales me siento mejor y no menos radical.

### Capítulo 11. «'El sello indeleble de su bajo origen': los corruptos comienzos de la religión»
Hitchens se refiere aquí a la sentencia de Darwin de que hasta el más evolucionado ser humano portará siempre el sello indeleble de su origen (su procedencia del simio), lo que aplica a la religión, cuya fuente original, según este autor, son la ignorancia y la superstición más burda. Por ejemplo, en cierto culto primitivo de las islas del Pacífico se consideró a los primeros colonizadores europeos antepasados suyos que por fin habían regresado con bienes procedentes del Más Allá (p. 177). En otro lugar, los indígenas construían toscas franjas de tierra para aterrizar y fabricaban antenas de bambú, pensando que así atraerían aviones cargados de riquezas (p. 178). Relata Hitchens también el caso del fundador de la iglesia de los mormones, Joseph Smith, a quien califica de estafador e impostor. «¿Es que ya no es cierto que todas las religiones de todos los tiempos han mostrado un afilado interés por la acumulación de bienes materiales en el mundo real?».

### Capítulo 12. «Una coda: cómo terminan las religiones»
Menciona Hitchens algunas religiones que han muerto, como la millerista, que anunciaba en fecha precisa el segundo advenimiento de Cristo, o las religiones paganas, como la griega, la egipcia y otras. 

Al analizar las religiones que no llegaron del todo a serlo y podrían haberlo sido, tal vez experimentemos un ligero sentimiento de patetismo, si no fuera por el estruendo continuo de los demás sermoneadores, todos los cuales afirman que es su Mesías, y no el de ningún otro, al que hay que esperar con veneración y servilismo.

### Capítulo 13. «¿Sirve la religión para que las personas se comporten mejor?»
No fue hasta el advenimiento del Príncipe de la Paz [Cristo] cuando hemos oído hablar de la manida idea del castigo y el tormento posterior de los muertos. [...] que condenará a los desobedientes al fuego eterno si no acatan directamente sus palabras más dulces (pp. 197-198).

 Por otra parte, la «descomunal y atroz industria» de la esclavitud vivió bendecida por todas las iglesias durante siglos sin levantar protesta alguna.
Se comentan figuras históricas como la de Martín Lutero, que 

pasó a convertirse en un fanático y un perseguidor por derecho propio clamando criminalmente contra los judíos, aullando sobre los demonios y solicitando a los principados alemanes que aplastaran a los pobres rebeldes (p. 202).

Sadam Hussein proclamó suras para justificar el genocidio de kurdos. El principal «pecado» de Gandhi, para Hitchens, fue su rechazo de la modernidad cuando su país tanto lo exigía, aunque luchó por abolir el sistema de castas. El capítulo se alarga con una profunda disquisición ética y racionalista en que se critica el argumento de que «la fe religiosa mejora la conducta de las personas».

Lo primero que debe decirse es que la conducta virtuosa de un creyente no representa en absoluto una prueba de que lo que cree sea verdadero, y que de hecho ni siquiera es un argumento en defensa de la verdad. [...] Por esa misma razón, tampoco digo que si sorprendo a un sacerdote budista robando todos los donativos depositados por el pueblo llano en su templo entonces el budismo quede desautorizado (p.207).

### Capítulo 14. «No existe la solución 'oriental'»
El autor comenta la posibilidad de que algunos lectores de su libro se queden estupefactos al conocer la existencia de asesinos y sádicos hinduistas y budistas. Aunque simpatiza con el actual dalái lama, recuerda que 

los primeros visitantes extranjeros que fueron al Tíbet quedaron francamente consternados ante un dominio feudal y unos castigos espantosos que mantenían a la población en situación de servidumbre permanente bajo una élite monástica parasitaria (p. 221).

 Los budistas japoneses de la época de la Segunda Guerra Mundial consideraban que la participación de su país en el Eje nazi/fascista era una «manifestación de teología de la liberación». Por otra parte, «fueron los sacerdotes budistas y sintoístas quienes reclutaban y formaban a los fanáticos bombarderos suicidas o Kamikaze (‘viento divino’)». Sobre el budismo: 

Un credo que desprecia la mente y la libertad individual, que predica la sumisión y la resignación y que considera que la vida es una cosa tan pasajera y desgraciada está mal equipado para la autocrítica.

### Capítulo 15. «La religión como pecado original»
Este capítulo representa una especie de pequeño tratado de moral atea. En determinados aspectos, la religión no solo es amoral, sino «positivamente inmoral». Sus «delitos»: «1. Presentar una imagen falsa del mundo para los ingenuos y los crédulos. 2. La doctrina del sacrificio de la sangre. 3. La doctrina de la expiación. 4. La doctrina de la recompensa y/o el castigo eternos. 5. La imposición de tareas y normas imposibles» (p. 227). 

Es inútil objetar que Adán parece haber sido creado con una insatisfacción y curiosidad insaciables y que después se le prohíbe saciarlas. [...] No obstante, se me asigna en todo caso una voluntad libre con la que rechazar la oferta de la redención vicaria. Sin embargo, en caso de que haga valer esta opción debo afrontar una eternidad de tormentos (p. 231).

 Asimismo es inmoral la colectivización de la culpa: La Iglesia católica no afirmó que fueran algunos judíos los que mataron a Cristo, sino que fueron los judíos. Por otra parte, «el principio esencial del totalitarismo consiste en promulgar leyes que sean imposibles de obedecer» (p. 234).
La regla moral de oro 

simplemente nos anima a tratar a los demás como hubiéramos deseado que nos trataran ellos. [...] se aprende de forma gradual, integrada en la lenta y dolorosa evolución de la especie y, una vez captada, jamás se olvida. Bastará la conciencia ordinaria sin necesidad de que lo respalde ninguna cólera celestial (p. 236).

 Termina Hitchens: «Nada puede ser sin duda más absurdo que tener un ‘creador’ que luego te prohíbe el instinto que él mismo instiló en ti».

### Capítulo 16. «¿Es la religión una modalidad de abuso de menores?»
Alude el autor en primer lugar al daño físico y psicológico que puede suponer para el niño la inculcación obligatoria de la fe. «La religión siempre ha confiado en aprovecharse de las mentes no formadas e indefensas de los jóvenes [...] estableciendo alianzas con los poderes seculares del mundo material»(p. 239). «La obsesión por los niños y por el estricto control sobre su educación ha formado parte de todos los sistemas de autoridad absoluta». Se habla también de la circuncisión, la ablación, la escisión de los labios vaginales y el clítoris y la infibulación o sutura de la vagina en distintas culturas y religiones. Sobre el abuso de menores, centrándose principalmente en el monstruoso escándalo de las decenas de miles de casos descubiertos recientemente en el seno de la Iglesia católica (p. 249): 

Es un necio y patético eufemismo para referirse a lo que ha estado sucediendo: estamos hablando de la violación y tortura sistemática de niños, asistidos e inducidos por una jerarquía que deliberadamente trasladó a los agresores más flagrantes a parroquias en las que pudieran sentirse más seguros. Dado lo que ha salido a la luz en época reciente en ciudades modernas, no podemos sino estremecernos al pensar lo que sucedería en los siglos en los que la Iglesia quedaba al margen de toda crítica.

### Capítulo 17. «Adelantarse a una objeción: el 'ataque' desesperado contra el laicismo»
Según el autor, «el totalitarismo laico nos ha sumistrado de hecho el súmmum de la maldad humana. Los ejemplos más habituales (los de los regímenes de Hitler y Stalin) nos muestran con pasmosa claridad lo que puede suceder cuando los seres humanos usurpan el papel de dioses», sin embargo, la Iglesia católica, por ejemplo, simpatizó pronto con el fascismo de Mussolini y Franco. La iglesia ha respaldado a menudo golpes militares de extrema derecha, y ésta apoyó a los nazis contra el socialismo en Francia. La entrega de la Iglesia al nacionalsocialismo alemán es un caso más complejo, pero, por ejemplo, se sabe que el 25% de las SS estaba integrado por católicos practicantes y que ninguno de éstos fue siquiera amenazado con la excomunión por sus crímenes de guerra (p. 262).

Por consiguiente, quienes invocan la tiranía «laica» en contraposición a la religión confían en que olvidemos dos cosas: la relación entre las iglesias cristianas y el fascismo y la capitulación de las iglesias ante el nacionalsocialismo (p. 264).

 Se mencionan en este extenso capítulo textos relacionados de autores como George Orwell, Sigmund Freud, Albert Einstein, y temas concretos como el apartheid, la dictadura de Corea del Norte, los jemeres rojos, los talibanes, etc.

### Capítulo 18. «Una tradición superior: la resistencia de la razón»
Se enumeran los testimonios de distintos sustentadores históricos de la razón, como Sigmund Freud, que «escribió que la voz de la razón es débil, pero muy persistente», y otros pensadores: Epicuro, Lucrecio, Galileo, Spinoza, Kant, Voltaire, Thomas Paine... Sostiene Hitchens que 

La honradez humana no se deriva de la religión. La precede.

### Capítulo 19. «En conclusión: la necesidad de una nueva 'Ilustración'»
Sobre todo necesitamos una Ilustración renovada que se fundamente en la proposición de que hay que estudiar de forma adecuada a la mujer y al hombre. Esta Ilustración no necesitará depender, como en sus etapas predecesoras, de los heroicos avances de una pocas personas con mucho talento y excepcionalmente valientes. Está al alcance de una persona media (p. 307).

 Propone el autor asimismo incentivar el estudio de la literatura y la poesía, así como el desarrollo de la investigación científica y, lo más importante, 

el divorcio de la vida sexual y el temor, de la vida sexual y la enfermedad y de la vida sexual y la tiranía [aunque] primero tenemos que superar nuestra prehistoria y huir de las nudosas garras que acechan para arrastrarnos de nuevo a las catacumbas, los altares hediondos y lo culpable de la sumisión y la abyección.

## Acogida
El libro fue publicado el 1 de mayo de 2007 en la edición inglesa, y en una semana alcanzó el segundo puesto de los libros mejor vendidos de Amazon.com. (detrás de Harry Potter y las reliquias de la Muerte) y alcanzó el primer puesto de los libros mejor vendidos del New York Times en su tercera semana.